# El Khat
El Khat è uno dei cinque comuni del dipartimento di Mederdra, situato nella regione di Trarza in Mauritania. Nel censimento della popolazione del 2000 contava 5.926 abitanti.